# Sušina
Sušina je neodpařitelný zbytek látky, který zbude po zahřívání a odpařování při maximální teplotě do 105 °C až do konstantní hmotnosti; tedy do stavu, kdy se všechny odpařitelné látky beze zbytku odpaří a žádné další se již dále neodpařují.
V praxi jde o stanovení přesného procentuálního podílu látek z původní hmotnosti, které se při uvedené teplotě neodpařují. Komplementárním doplňkem sušiny je vlhkost, což je procentuální vyjádření látek, které se odpařují při teplotě nižší než 105 °C. Sušina tedy představuje procentuálně kvantifikovaný zbytek hmotnosti po odpařování, vlhkost pak procentuálně vyjádřený úbytek hmotnosti po odpařování.
Součet obou komplementárních procentuálních podílů (sušiny + vlhkosti) musí dát vždy 100 % původní hmotnosti. Příkladem látky se 100 % vlhkostí a 0 % sušiny je destilovaná voda – všechna materie se při odpařování destilované vody beze zbytku odpaří do ovzduší – 100 % hmotnosti destilované vody se změní ve vodní páru a nezůstane po ní vůbec žádný neodpařitelný zbytek, tedy 0 % sušiny.
Stanovení procentního podílu sušiny se používá zejména v potravinářství a krmivářství, tedy zejména v oborech zabývajících se výživou lidí i zvířat, kdy jde o možnost vzájemného číselného porovnávání jednotlivých krmiv nebo potravin z hlediska jejich vlhkosti (vodnatelnosti).
Přesné stanovení sušiny a vlhkosti se v praxi provádí vždy ve specializovaných laboratořích (potravinářských, zemědělských, veterinárních apod.).